# Johann Christoph Vogel
Pour les articles homonymes, voir Vogel.
Johann Christoph Vogel ou Jean-Christophe Vogel, 18 mars 1756 à Nuremberg et mort le 28 juin 1788 à Paris, est un compositeur classique, contemporain de Mozart.
Il laisse trois symphonies, des quatuors, des concertos, diverses pièces instrumentales et deux opéras, dont Démophon, « un des monuments de la musique lyrique française », dont l'ouverture a été l'une des œuvres les plus jouées pendant la Révolution et l'Empire.

## Biographie
Johann Christoph Vogel naît la même année que Mozart et meurt trois ans avant lui, à la veille de la révolution française. Pendant ses vingt premières années, entre Nuremberg et Ratisbonne, il étudie la composition et divers instruments auprès de Joseph Riepel. Il est jugé particulièrement habile au cor. 
À partir de 1776, Vogel est attaché à Paris, comme corniste, à l'orchestre de la maison du duc de Montmorency, puis à celui du duc de Valentinois. 

### Compositeur d'opéras
Les œuvres les plus jouées à cette époque sont celles de Gluck et le jeune compositeur devient l'un de ses admirateurs les plus fervents. Il lui dédie son premier opéra La Toison d'Or joué le 5 septembre 1786 à l'Académie royale. La partition révèle nombre de « réminiscences » des œuvres de son aîné, mais Gluck considéra cela plus comme un hommage qu'un plagiat et y nota un « vif sentiment dramatique et musical ». 
Son deuxième opéra, Démophon, n'est représenté qu'après sa mort, le 15 septembre 1789, avec grand succès, le livret de Delrieu n'étant qu'une imitation du Demofoonte de Métastase, mis en musique par Cherubini sur un texte de Marmontel. La richesse du tissu harmonique, les caractères nobles ou pathétiques des différents airs laissaient prévoir un compositeur d'une grande valeur et « un des monuments de la musique lyrique française ». L'Ouverture, intense et dramatique, qui annonce le Coriolan de Beethoven, est l'une des plus jouées pendant la Révolution et l'Empire, notamment par quelque 1 200 instrumentistes sur le Champ de Mars.
L'intempérance et une fièvre maligne l'emportent prématurément à trente-deux ans.
Son petit fils, Charles-Louis-Adolphe Vogel (1808–1892), élève de Kreutzer et Reicha, est également compositeur.

## Œuvre
- Premier livre de quatuors (éd. Louis, s.d.)[1]
- Sei trios (éd. La Chevardière, s.d.) — attribution douteuse[1]
- Trois symphonies à grand orchestre (éd. Boyer, s.d.)
- Symphonie concertante pour basson et clarinette (ou hautbois) (éd. Boyer, s.d.)
- Symphonie concertante pour deux flûtes (éd. Augsbourg, Gombart)

## Enregistrement
- Symphonies nos 1 à 3 [1784] - Philharmonie de chambre de Bavière, dir. Reinhard Goebel (16-19 septembre 2008, Oehms OC735) (OCLC 535630006) — Premier enregistrement mondial.
- Symphonie en ré (no 1) – Orchestre de chambre du Palatinat du Rhin (Kurpfälzisches Kammerorchester), dir. Marek Štilec (2019, CPO 555-191 2)